# Phaia

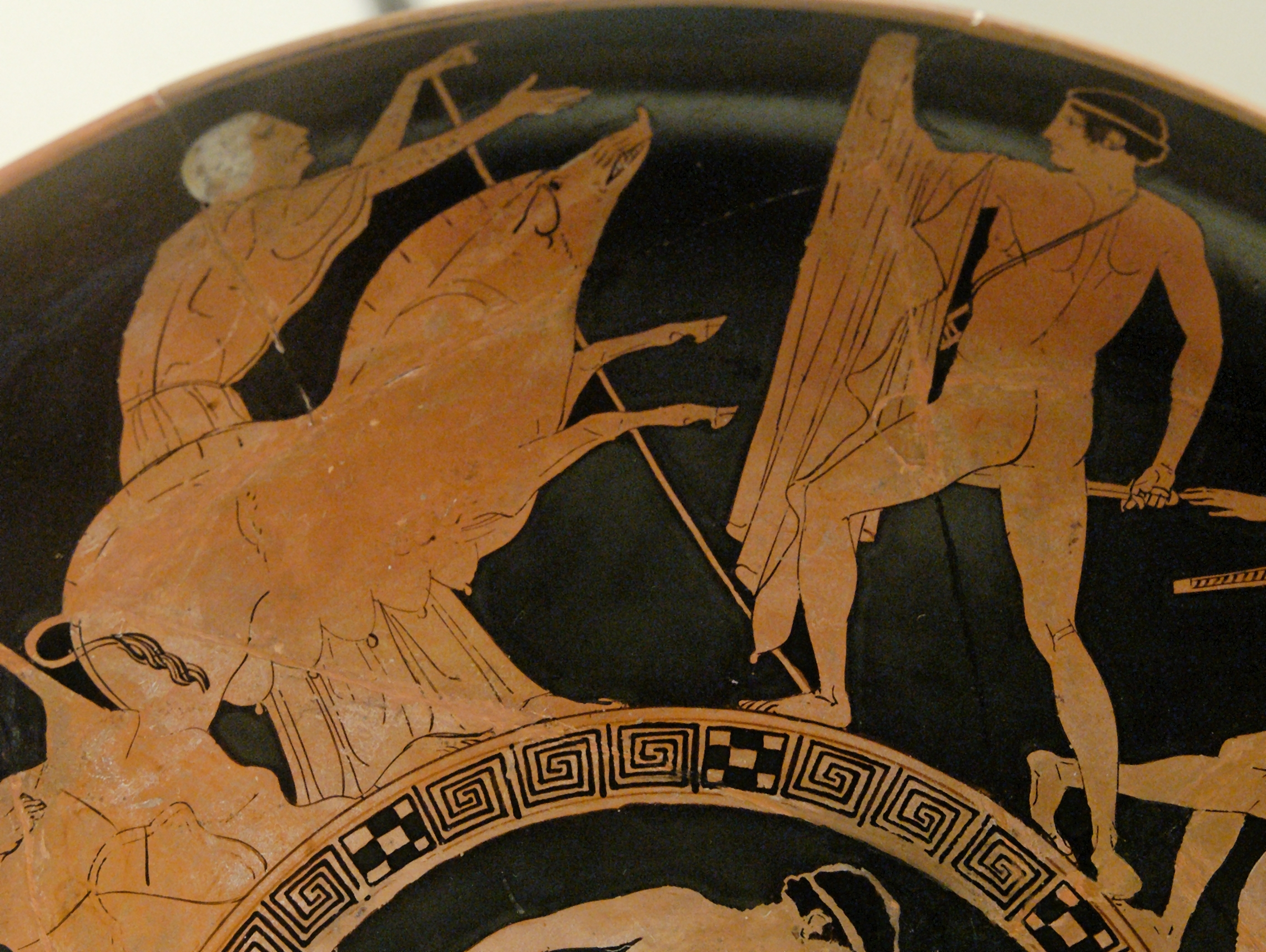
Theseus gegen die Krommyonische Sau, British Museum

Die Wildsau Phaia (altgriechisch Φαιά Phaiá, deutsch ‚die Schwarzgraue‘) oder auch die Krommyonische Sau ist ein Tier der griechischen Mythologie.
Nach der Bibliotheke des Apollodor stammt Phaia von Typhon und Echidna ab. Nach Strabon stammt der Kalydonische Eber von ihr ab.
Phaia terrorisierte die Gegend um das Dorf Krommyon in der Nähe von Korinth, das nach Strabon zu früherer Zeit in der Nähe der Megaris geglaubt wurde. Diese Sau zu töten, war eine der Aufgaben des Theseus.